# ATP Champions Tour 2017

Das Logo der ATP Champions Tour 2017

Im Folgenden werden die Turniere der Herrentennis-Saison 2017 (ATP Champions Tour) dargestellt. Sie wurde wie die ATP World Tour und die ATP Challenger Tour von der Association of Tennis Professionals organisiert.

## Turnierplan
In der Saison 2017 fanden folgende Turniere statt:
| Datum       | Ort          | Turnier                                                  | Belag1        | Sieger                                          | Zweiter                                                                  | Dritter           | Vierter            |
| ----------- | ------------ | -------------------------------------------------------- | ------------- | ----------------------------------------------- | ------------------------------------------------------------------------ | ----------------- | ------------------ |
| 17.01–19.01 | Delray Beach | Delray Beach Open                                        | Hartplatz     | Team USA: James Blake Mardy Fish Vincent Spadea | Team International: Fernando González Sébastien Grosjean Mikael Pernfors |                   |                    |
| 08.03–10.03 | Stockholm    | Kings of Tennis by Index Residence on ATP Champions Tour | Hartplatz (i) | Juan Carlos Ferrero                             | Jonas Björkman                                                           | Fabrice Santoro   | Mark Philippoussis |
| 16.06–17.06 | Auchterarder | Brodies Invitational                                     | Hartplatz (i) | Greg Rusedski                                   | Thomas Enqvist                                                           | Xavier Malisse    | Mats Wilander      |
| 05.10–08.10 | Palma        | Legends Cup an ATP Champions Tour Event                  | Sand          | Carlos Moyá                                     | Àlex Corretja                                                            | Fernando González | Mats Wilander      |
| 05.10–08.10 | Monterrey    | Abierto GNP Seguros                                      | Hartplatz     | Fabrice Santoro                                 | Goran Ivanišević                                                         | Greg Rusedski     | Thomas Muster      |
| 29.11–03.12 | London       | Champions Tennis at the Royal Albert Hall                | Hartplatz (i) | Juan Carlos Ferrero                             | Marat Safin                                                              | Fabrice Santoro   | Greg Rusedski      |

- 1 Das Kürzel „(i)“ (= indoor) bedeutet, dass das betreffende Turnier in einer Halle ausgetragen wurde.

## Rangliste
In dieser Saison wurde keine Rangliste veröffentlicht.